# Ioan Ploscaru
 (mai 2025).
Si vous disposez d'ouvrages ou d'articles de référence ou si vous connaissez des sites web de qualité traitant du thème abordé ici, merci de compléter l'article en donnant les références utiles à sa vérifiabilité et en les liant à la section « Notes et références ».

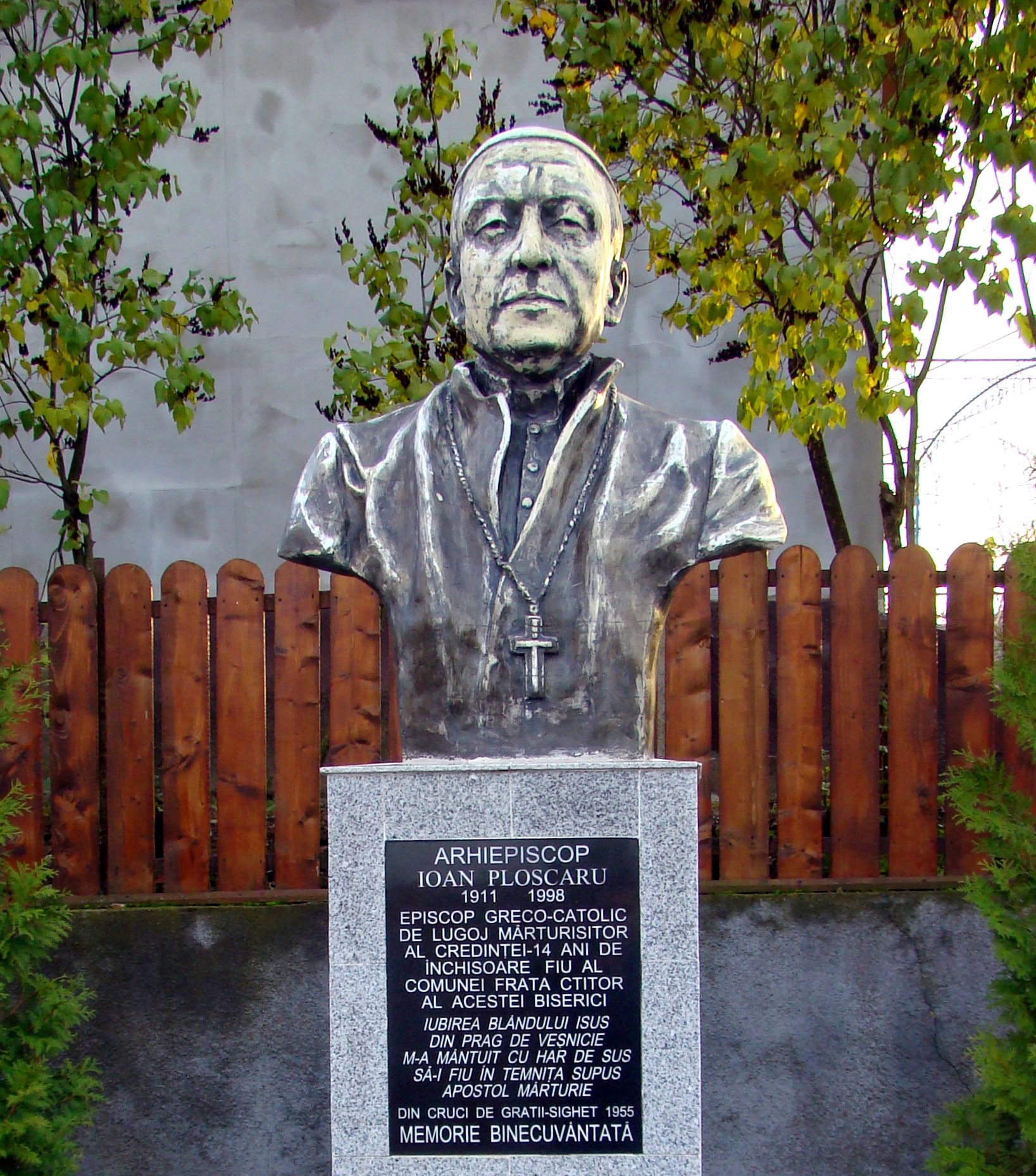
statue de Ioan Ploscaru

Ioan Ploscaru (né le 19 novembre 1911 à Frata dans le comté de Cluj, aujourd'hui județ de Cluj, et mort le 31 juillet 1998 à Lugoj (județ de Timiș)) est un prêtre puis l'évêque gréco-catholique roumain de Lugoj de 1959 à 1996.

## Biographie
Le 21 novembre 1948, Ioan est nommé évêque titulaire de Trapézopolis (de) et est consacré le 30 novembre par Gerald O'Hara avec comme co-consécrateur Alexandru Cisar (it).
Ioan Ploscaru fut prisonnier politique pendant la terreur communiste (1949-1955 et 1956-1964). 
Il est l'auteur des mémoires: (Lanțuri și Teroare (en français : Chaînes et Terreur), éditions Signata, Timișoara, 1993).

## Œuvre
- Ioan Ploscaru, Chaînes et terreur : un évêque dans les geôles communistes, Paris, Salvator, 2017.